# Syrphetodes
Syrphetodes es un género de coleóptero de la familia Ulodidae.

## Especies
Las especies de este género son:
- Syrphetodes bullatus
- Syrphetodes cordopennis
- Syrphetodes crenatus
- Syrphetodes decoratus
- Syrphetodes dorsalis
- Syrphetodes marginatus
- Syrphetodes nodosalis
- Syrphetodes pensus
- Syrphetodes punctatus
- Syrphetodes simplex
- Syrphetodes sylvius
- Syrphetodes thoracicus
- Syrphetodes truncatus
- Syrphetodes variegatus